# جيرجيسا

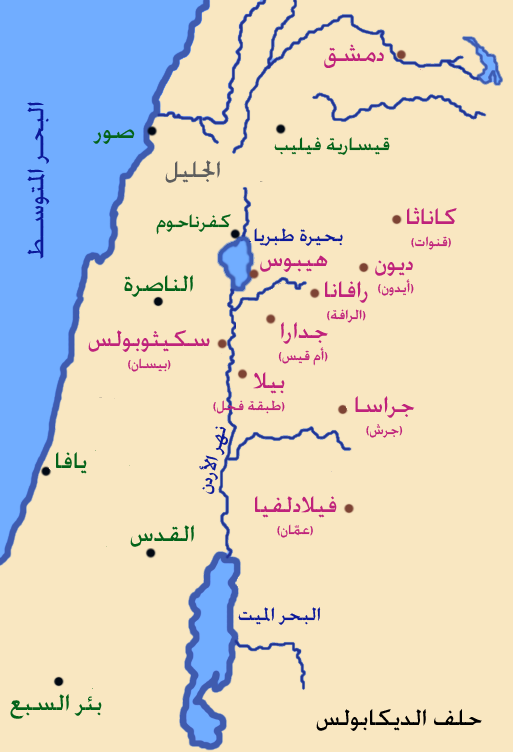
خريطة رومانية فلسطينية تظهر جدارا وجراسا

جيرجيسا، أيضا جيرغاسا أو بلد جيرجيسين، هي بلدة على الجانب الشرقي من (هضبة الجولان) من بحيرة طبريا تقع على مسافة قريبة من مدن حلف الديكابولس القديمة من جدارا وجراسا. وقد ذكر في بعض المخطوطات القديمة لإنجيل متى باسم مكان معجزة الخنازير، أي طرد الأرواح الشريرة من قبل يسوع الذي قاد الأرواح الشريرة إلى قطيع من الخنازير. تشير الأناجيل الإزائية المجردة إلى هذه المعجزة